# Ellinthorp
 (novembre 2020).
Ellinthorp est une ville et une localité de la région des Southern Downs, dans le Queensland, en Australie. Emlle possède la particularité d'être enclavée dans le territoire de la localité de Talgai (en).